# Banda militare della Repubblica di San Marino
La banda militare della Repubblica di San Marino è una banda musicale delle forze armate sammarinesi, istituita con decreto il 12 giugno 1843. È aggregata alla Compagnia uniformata delle milizie della quale veste stessa identica tenuta di alta uniforme ed uniforme d'ordinanza.

## Funzioni
Presenzia alle cerimonie ufficiali e durante le solenni ricorrenze della Repubblica nonché ai servizi d'istituto. È anche chiamata ad esibizioni fuori territorio e negli ultimi anni, ha partecipato a diversi festival internazionali di musica militare in Italia, Francia, Repubblica Ceca; ha, altresì, effettuato trasferte concertistiche in molte città, invitata come ospite a rassegne, concorsi, e trasmissioni televisive riscontrando un notevole successo.

## Il maestro direttore
La Banda Militare è diretta da un Ufficiale con funzioni di Maestro-direttore. Nomi illustri si sono succeduti, negli anni, a tale incarico. Il suo primo maestro direttore è stato Luigi Para (1843-1871), musicista sammarinese allievo di Gioachino Rossini, successivamente l'incarico fu ricoperto da Ulisse Balsimelli (1872-1879), Carlo Scorrano (1879-1914), Cesare Piron (1915-1927), Celio Gozi (1928-1944). Dopo la parentesi bellica, l'attività fu ripresa sotto la guida di Lucio Jucci, a cui succedette Walter Joni (dal 1959). Attualmente, dal 1990, è diretta dal Tenente M° Stefano Gatta.

## Uniforme
- Alta uniforme: blu con ornamenti bianchi. Chepì con pennacchio bianco e azzurro.

- Uniforme d'ordinanza: giacca e cravatta blu scuro con camicia azzurra per militi, graduati e sottufficiali. Camicia bianca per il maestro direttore.

Sulla manica sinistra, al posto dello stemma militare della Repubblica, uno scudetto con la cetra.

### Atti normativi
- Regolamento Organico e di Disciplina dei Corpi Militari - Legge 26 gennaio 1990 n.15, modificata con Legge 19 dicembre 1991 n.157 e con Legge 18 febbraio 1999 n.28.
- Cerimoniale Militare - approvato dal Congresso Militare il 23 giugno 2000 e Delibera del Congresso di Stato n.1 del 22 settembre 2003.
- Regolamento Interno della Banda Militare - Decreto 19 giugno 1997 n.62